# Момент інерції
Моме́нт іне́рції (одиниця вимірювання в системі SI [кг м²]) — скалярна фізична величина, яка характеризує розподіл мас у тілі та є мірою інертності для обертального руху аналогічно до маси для поступального руху. Позначається латинською літерою I.
В загальному випадку значення моменту інерції об'єкта залежить від його форми та розподілу маси в об'ємі: чим більше маси сконцентровано далі від центра мас тіла, тим більшим є його момент інерції. Також його значення залежить від обраної осі обертання.
Момент інерції існує незалежно від того, обертається тіло чи ні, так само як і маса існує незалежно від того, рухається тіло чи ні.

## Визначення
Якщо розглядати тверде тіло як систему з нескінченної кількості матеріальних точок, кожна з масою {\displaystyle m_{i}}, то момент інерції тіла до вибраної осі визначається як:
{\displaystyle I=\sum _{i}m_{i}r_{i}^{2}},
де {\displaystyle r_{i}} — відстань точки до осі.
За умов безперервного розподілення маси в тілі, потрібний перехід до інтегральної форми закону:
{\displaystyle I=\int \rho r^{2}\,dV\,\!}
де ρ — густина.
Середній квадрат відстані (не плутати з квадратом середньої відстані) точок тіла до осі називають квадратом плеча, або радіусом інерції тіла.

## Властивості
- Момент інерції завжди додатній
- Момент інерції тіла дорівнює сумі моментів інерції його частин (цю ж властивість можна використовувати для обчислення моменту інерції тіла з вирізом).
- Сума моментів інерції відносно двох перпендикулярних осей завжди більша за момент інерції відносно третьої перпендикулярної їм осі[2].
- Сума моментів інерції відносно трьох перпендикулярних осей не змінюється при повороті осей навколо точки їх перетину. Ця величина (поділена на 2) називається полярним моментом інерції відносно точки[3].
- Згідно з теоремою Гюйгенса — Штейнера, момент інерції тіла {\displaystyle I} відносно довільної осі дорівнює сумі моменту інерції цього тіла {\displaystyle I_{0}} відносно осі, що проходить через центр маси тіла паралельно до осі, що розглядається, і добутку маси тіла m на квадрат відстані a між осями: {\displaystyle I=I_{0}+ma^{2}\,\!}.

## Тензор інерції
Запишемо формулу для кінетичної енергії тіла, що обертається навколо осі, що проходить через центр мас (тут і далі ми будемо опускати індекси, що нумерують точки):
{\displaystyle T=\sum {\frac {mv^{2}}{2}}=\sum {\frac {m}{2}}(\mathbf {\Omega \times r} )^{2}}
Розклавши квадрат векторного добутку, отримаємо
{\displaystyle T={\frac {1}{2}}\sum m(\Omega ^{2}r^{2}-(\mathbf {\Omega r} )^{2})}
Перепишемо вираз у тензорному вигляді, через компоненти {\displaystyle \Omega _{i},r_{i}} векторів {\displaystyle \mathbf {\Omega r} }:
{\displaystyle T={\frac {1}{2}}\sum m(\Omega _{i}^{2}r^{2}-\Omega _{i}r_{i}\Omega _{k}r_{k})}
Використовуючи тотожність {\displaystyle \Omega _{i}=\delta _{ik}\Omega _{k}}, де {\displaystyle \delta _{ik}} — одиничний тензор, перепишемо останнє рівняння як:
{\displaystyle T={\frac {1}{2}}\sum m(\Omega _{i}\Omega _{k}\delta _{ik}r^{2}-\Omega _{i}r_{i}\Omega _{k}r_{k})={\frac {1}{2}}\Omega _{i}\Omega _{k}\sum m(\delta _{ik}r^{2}-r_{i}r_{k})}
Ми можемо винести компоненти кутової швидкості за символ суми, оскільки вони є однаковими для всіх точок.
Величина {\displaystyle I_{ik}=\sum m(\delta _{ik}r^{2}-r_{i}r_{k})} називається тензором інерції тіла (для випадку неперервного розподілу маси сума заміняється аналогічним інтегралом).
Запишемо його компоненти у явному вигляді:
{\displaystyle I_{ik}={\begin{pmatrix}\sum m(y^{2}+z^{2})&-\sum mxy&-\sum mxz\\-\sum myx&\sum m(x^{2}+z^{2})&-\sum myz\\-\sum mzx&-\sum mzy&\sum m(x^{2}+y^{2})\end{pmatrix}}}
Діагональні компоненти тензора називають осьовими моментами інерції (відносно відповідних осей), а діагональні — відцентрові моменти інерції. В той час як осьові моменти завжди додатні, відцентрові можуть бути і від'ємні.
Тензор інерції симетричний
{\displaystyle I_{\alpha \beta }=I_{\beta \alpha }}.
Як і для будь-якого іншого симетричного тензору другого рангу, його можна спростити, перейшовши до системи координат, у якій він має діагональну форму
(головної системи координат). Осі головної системи координат називають головними осями інерції. Діагональні елементи тензору тоді називають головними моментами інерції.
Вираз для кінетичної енергії тоді спрощується до
{\displaystyle T={\frac {1}{2}}(I_{1}\Omega _{1}^{2}+I_{2}\Omega _{2}^{2}+I_{3}\Omega _{3}^{2})}
Тіло, всі три головних моменти якого є різними називають асиметричним ротатором, той, у якого збігаються два моменти з трьох — симетричним ротатором, а такий, у якого всі три головних моменти рівні — сферичним ротатором.
Головні осі інерції тіла, що має деяку симетрію, також зберігають її — наприклад, якщо тіло має вісь симетрії, то одна з головних осей інерції напрямлена вздовж осі симетрії.

## Рівняння динаміки твердого тіла

### Момент кількості руху
Момент імпульсу тіла при обертанні залежить від вектора кутової швидкості й тензора інерції
{\displaystyle L_{\alpha }=\sum _{\beta }I_{\beta \alpha }\Omega _{\alpha }}
У головній системі координат
{\displaystyle {\begin{matrix}L_{x}=I_{x}\Omega _{x};&L_{y}=I_{y}\Omega _{y};&L_{z}=I_{z}\Omega _{z}\end{matrix}}}.
Якщо вісь обертання тіла не збігається з жодною з головних осей, напрям моменту імпульсу може не збігатися з напрямом вектора кутової швидкості.

### Кінетична енергія
Кінетична енергія обертання тіла задається формулою
{\displaystyle T={\frac {1}{2}}\sum _{\alpha \beta }I_{\alpha \beta }\Omega _{\alpha }\Omega _{\beta }.}
У головній системі координат
{\displaystyle T={\frac {1}{2}}(I_{x}\Omega _{x}^{2}+I_{y}\Omega _{y}^{2}+I_{z}\Omega _{z}^{2})}

### Основне рівняння динаміки обертального руху
За аналогією з другим законом Ньютона для поступального руху, можна сформулювати рівняння обертального руху, де зовнішнім силам, які діють на тіло, відповідають моменти сил, масі — момент інерції, а прискоренню — кутове прискорення.
При одновісному обертанні
{\displaystyle \sum _{i}\mathbf {M_{i}} =I{\frac {d{\vec {\Omega }}}{dt}}=I{\vec {\epsilon }}}
Тут Mi — моменти зовнішніх сил, {\displaystyle \mathbf {\Omega } } — кутова швидкість, {\displaystyle \mathbf {\epsilon } } — кутове прискорення.

### Функція Лагранжа
Для твердого тіла функція Лагранжа дорівнює 
{\displaystyle T={\frac {mV^{2}}{2}}+{\frac {1}{2}}I_{\alpha \beta }\Omega _{\alpha }\Omega _{\beta }-U}